# Теракт в Карачи (2007)
Террористический акт в Карачи произошёл 18 октября 2007 года в Карачи (Пакистан) во время следования кортежа председателя Народной партии Пакистана и бывшего премьер-министра Пакистана Беназир Бхутто, которая недавно вернулась в родную страну после восьмилетнего изгнания. Взрывное устройство высокой мощности было спрятано террористами в автомобиле; когда кортеж (около полуночи по московскому времени) пакистанских политиков проезжал мимо, оно было активировано.
В результате теракта погибло 139 человек и 450 человек получили ранения.
Сама Беназир Бхутто осталась жива, но была убита в результате очередного теракта спустя два месяца.